# Nikapitiya Bandara
Nikapitiya Bandara fou rei de Sitawaka el 1593. Era fill de Raja Surya i net de Raja Sinha I.
El ex mudaliyar Mannamperuma Mohotti (Mannamperuna Mudaliyar), comandant en cap de l'exèrcit va matar el rei Raja Surya. La reina i el seu fill de cinc anys que eren a Mattamagoda foren portats a palau i la princesa Mahabiso Bandara va fer proclamar rei al nen, Nikapitiya Bandara, que era el seu net, amb l'acord de Manamperuna. Els afers de l'estat van quedar en mans de l'avia, Mahabiso Bandara, i de Mannamperuma Mohotti (que havia estat primer ministre de Raja Sinha I amb el nom i títol d'Arittaki Wendu Perumal i més tard agafarà el nom de Jayawira Bandara Perumal i fou conegut pels portuguesos com el Perumal). L'oposició la van encapçalar els generals Panikki i Kuruppu, que amb una part de l'exèrcit es van dirigir a Kotte i es van posar al servei del rei Dharmapala i dels portuguesos.
El Perumal va augmentar la seva reputació al derrotar el mudaliyar Diego de Silva, que havia avançat amb un exèrcit des de Colombo; el mudaliyar va morir, però la victòria del Perumal gairebé va resultar ser la seva perdició, ja que el va encoratjar a sol·licitar la mà de la germana de Nikapitiya Bandara en matrimoni, un desenvolupament que els nobles singalesos van veure amb desgrat, especialment Mahabiso Bandara que el va fer fora. El Perumal en va alarmar creient que la seva vida estava en perill i es va traslladar amb l'exèrcit a Menikkadawara, d'on es va posar en contacte en secret amb Pedro Homem Pereira, el capità a Colombo (1591-1594), comprometent-se a reconquistar el regne de Kotte per a Dharamapala conservant el de Sitawaka per a ell mateix, en un termini de 12 mesos. Els portuguesos van acceptar ajudar-lo i reconèixer-lo com a rei amb el nom de Jayawira Bandara.
Però de Sitawaka va sortir un exèrcit manat per Illangakon Mudaliyar, lleial al nen Nikapitiya Bandara, i llavors els oficials del Perumal, que de fet no volien portar al Perumal al tron de Sitawaka, van desertar; el propi Perumal va poder fugir amb 200 homes i 26 elefants cap a Colombo, on es va postrar davant Dharmapala al que va garantir la seva determinació de complir el que havia acordat. El general Panikki va retornar i fou nomenat comandant en cap de l'exèrcit de Sitawaka.
Amb els seus seguidors i les forces del rei de Kotte (Dharmapala) i ajut portuguès, al cap de sis mesos el Perumal es va apoderar de la posició de Kaduwela, mentre els portuguesos demanaven reforços a Goa; les guarnicions singaleses de Rakgaha Watta i Malwana foren expulsades i el principal exèrcit de Sitawaka manat per Panikki fou derrotat a Gurubewila (Gurubawula), mercès a que Panikki va canviar altre cop de bàndol i es va passar al rei de Kotte amb la meitat de l'exèrcit abandonant a les altres forces les quals foren en part massacrades i la resta es va rendir.
El victoriós Perumal Jayawira Bandara va ocupar Sitawaka amb molt poca resistència apoderant-se del gran tresor de Raja Sinha. Nikapitiya Bandara, que havia escapat a les muntanyes, fou perseguit i capturat junt amb Mahabiso Bandara. Després Jayawira va caure sobre la província (disawani) de Matara i aviat va tenir quasi tot el regne de Kotte a les seves mans (i que va reconèixer a Dharmapala). Així dominava Kotte i Sitawaka i els portuguesos li tenien confiança (fins al punt que només tenien 12 homes a la guarnició).
Nikapitiya Bandara va quedar en mans dels portuguesos i confiat als frares franciscans. Va estudiar al Col·legi de Sant Antoni de Colombo i es va fer cristià sent batejat amb el nom de Dom Felip; va anar a Goa per rebre una educació superior i més tard va anar a Portugal, a la Universitat de Coimbra on es va preparar per ser bisbe, però va morir el 1608

## El fals Nikapitiya Bandara
Vers el 1615 corria el rumor que Nikapitiya Bandara (que ja havia mort a Coimbra el 1608 o a tot tardar el 1611) era a l'illa per salvar al poble i se suposava que era a Anuradhapura. Un personatge d'origen desconegut va elegir el moment i es va fer passar per Nikapitiya Bandara, quan el poble estava horroritzat per les crueltats portugueses i necessitava un líder.
El fals Nikapitiya va entrar a l'antiga ciutat reial de Dambadeniya el 5 de desembre de 1616, on es va proclamar rei i en pocs dies tot el districte estava revoltat; dos mil singalesos van arribar des de Uda Rata per ajudar al pretendent; els portuguesos van atacar i el 18 de desembre els dos exèrcits van xocar a Gandolaha, prop del Maha Oya; els lascarins van desertar el camp portuguès però l'arribada de Dom Constantino Navaratna, ara casat amb una dona portuguesa de Colombo, amb reforços, va salvar la situació; Dom Constantino Navaratna fou llavors aclamat rei pels lascarins. Però la lluita va seguir i finalment els portuguesos es van retirar.
Nikapitiya amb molts dels seus seguidors, es va escampar per tot el país i a Nakalagama es va fer proclamar emperador. Però llavors va cometre un error i va demanar al rei Senarat de Uda Rata una de les seves reines com esposa; se li va contestar que se li donaria quan expulsés totalment als portuguesos, però els dos mil soldats de Senarat que l'ajudaven fins aleshores, foren cridats i van retornar al seu país; llavors els portuguesos van contraatacar i van xocar a Kal Eliya i Nikapitiya Bandara es va haver de retirar cap a la selva creuant el Maha Oya cap a Dambadeniya.
Mentre Antonio Barreto, un desertor portuguès al servei de Senarat nomenat 'disawa d'Uwa, va fer un atac al Rayigam Korale i va fer retirar al disawa de Matara cap a Galle. Però ja Senerat havia decidit abandonar a Nikapitiya i fer la pau amb els portuguesos. La guarnició de Balane s'hi va oposar i es va revoltar però fou severament castigada per un exèrcit enviat pel rei que els va forçar a rendir-se a canvi de salvar la vida. Amb la treva previa a la pau els portuguesos van millorar la seva situació i el rei Nikapitiya Bandara es va retirar cap al nord; una batalla es va lliurar prop d'Anuradhapura, i va haver de fugir.
Mentre Barreto es va revoltar contra Senerat i es va fer amo de tot l'est de l'illa i les seves forces van atacar Matara i Sabaragamuwa. Finalment el tractat de pau amb Senerat es va signar el 24 d'agost de 1617: la sobirania reial fou reconeguda a canvi del pagament d'un tribu anual a Portugal de dos elefants, l'entrega dels presoners portuguesos i cristians. Barreto no obstant va seguir exercint el control dels disawanis de Sabaragamuwa i Matara; els portuguesos van evacuar totalment Sabaragamuwa mentre que a la segona foren derrotats pel rebel. Al mateix temps Nikapitiya Bandara va tornar a aparèixer als Set Korales acompanyat d'un príncep de nom Mayadunne, membre de la família reial de Sitawaka, però no va trobar suport i es va refugiar a la selva altre cop.
Senerat va mantenir la pau amb els portuguesos a costa de valuosos regals i el nou capita de Colombo Constantino de Sa y Noronha va dirigir una expedició que va derrotar a Barreto, que s'havia reunit amb Mayadunne i que es va haver retirar amb ell cap a les muntanyes del Pic d'Adam després de patir fortes pèrdues que van esquerdar el seu poder. Després d'una campanya contra el regne de Jaffna, la tranquil·litat aparent es va restaurar al nord quasi al mateix temps que al sud Mayadunne feia un intent que fou derrotat sent forçat a retirar-se cap a l'est.
Mayadunne va enviar delegats per demanar ajut al danès Ove Giedde que havia arribat amb 5 vaixells a la costa oriental de Ceilan, i Senerat hi va donar el consentiment, però ja els portuguesos tenien preses posicions i el 2 de juliol Mayadunne fou forçar a refugiar-se a bord d'un dels vaixells. Barreto fou capturat i assassinat. Els danesos van abandonar l'illa. Mayadunne va poder arribar a l'Índia. De Nikapitiya Bandara no se'n torna a parlar.